# Château d'Amieira
Le château d'Amieira est un château médiéval situé dans la freguesia de Amieira do Tejo (pt), sur le territoire de la municipalité de Nisa (district de Portalegre, Portugal),.
L'ancienne colonie d'Amieira, à mi-chemin entre le château de Belver et le château de Nisa, faisait partie de la Linha do Tejo, une ligne de défense frontalière sur la rive sud du Tage. C'était l'une des onze villes tenues par les Chevaliers Hospitaliers dans la région.
Il est classé Monument national depuis 1922.

## Historique
Dans le contexte des luttes pour la reconquête chrétienne de la péninsule Ibérique et la formation du royaume du Portugal, le roi Sanche II (1223-1248) fit une importante donation de terres à l'Ordre de Saint-Jean de l'Hôpital de Jérusalem, comprenant les villes d'Amieira do Tejo, Belver (Gavião) et Crato (1232).
Des trois, le dernier à être fortifié fut Amieira, environ un siècle plus tard, sous le règne d'Alphonse IV de Portugal (1325-1357). La construction du château est attribuée au prieur Dom Frei Álvaro Gonçalves Pereira, fils bâtard du prieur de l'Ordre de l'Hôpital au Portugal, l'évêque Dom Gonçalo Pereira, et père du futur connétable, Dom Nuno Álvares Pereira. Certains travaux ont dû être supervisés par un autre fils, Dom Pedro Pereira, et n'ont pas été achevés en 1359, comme le montre une lettre royale envoyée cette année-là à D. Álvaro, mais ont été achevés en 1362.
Durant la crise portugaise de 1383-1385, le prieur de l'Hôpital de l'époque, Dom Pedro Pereira, reconnut, début 1384, l'autorité de Dona Béatrice, fille de Dom Ferdinand, et, à ce titre, héritière légitime du trône portugais. Le château d'Amieira, ainsi que d'autres membres de l'Ordre, obéirent à la reine, une situation qui changea quelques mois plus tard, sous l'influence du connétable D. Nuno Álvares Pereira, frère du prieur, qui partit pour la Castille.

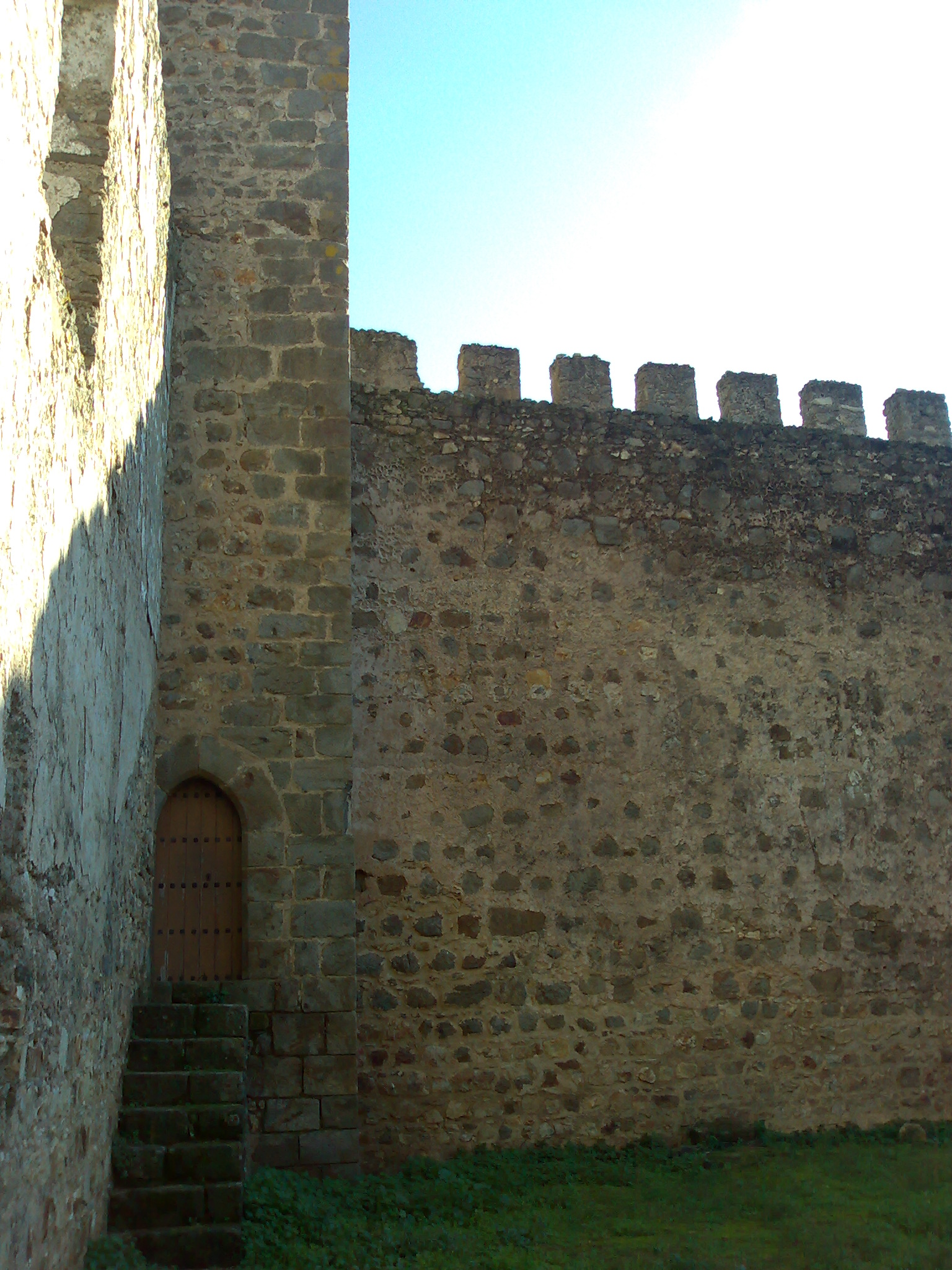
Porte du donjon dans la muraille.

Le seul incident militaire impliquant le château eut lieu en 1440. Après un désaccord avec le prince Pedro, la reine Éléonore d'Aragon se retira à Crato, avec la complicité du prieur Nuno de Góis , et appelle à son secours les forces castillanes qui assiégèrent Amieira. Face à cette insubordination, le roi Pierre Ier ordonna l'occupation des châteaux du prieuré de l'Hôpital, dans cette région frontalière, et ordonna à Álvaro Vaz de Almada (Conde d'Abranches) d'attaquer le château d'Amieira. Sans opposer de résistance, les châteaux se rendirent, le prieur de Crato et la reine Eléonore s'enfuirent en Castille et la paix fut rétablie. Le château d'Amieira passa aux mains de Pedro Rodrigues de Castro, maire de la ville, à la fin du conflit.
Au cours des siècles suivants, de légers travaux de modernisation furent réalisés sous les règnes de Jean II (1481-1495) et de Manuel Ier (1495-1521), période durant laquelle il aurait servi de prison. La construction d'une chapelle, dédiée à saint Jean-Baptiste (1556), remonte au XVIe siècle.

### Du XVIIe siècle à nos jours

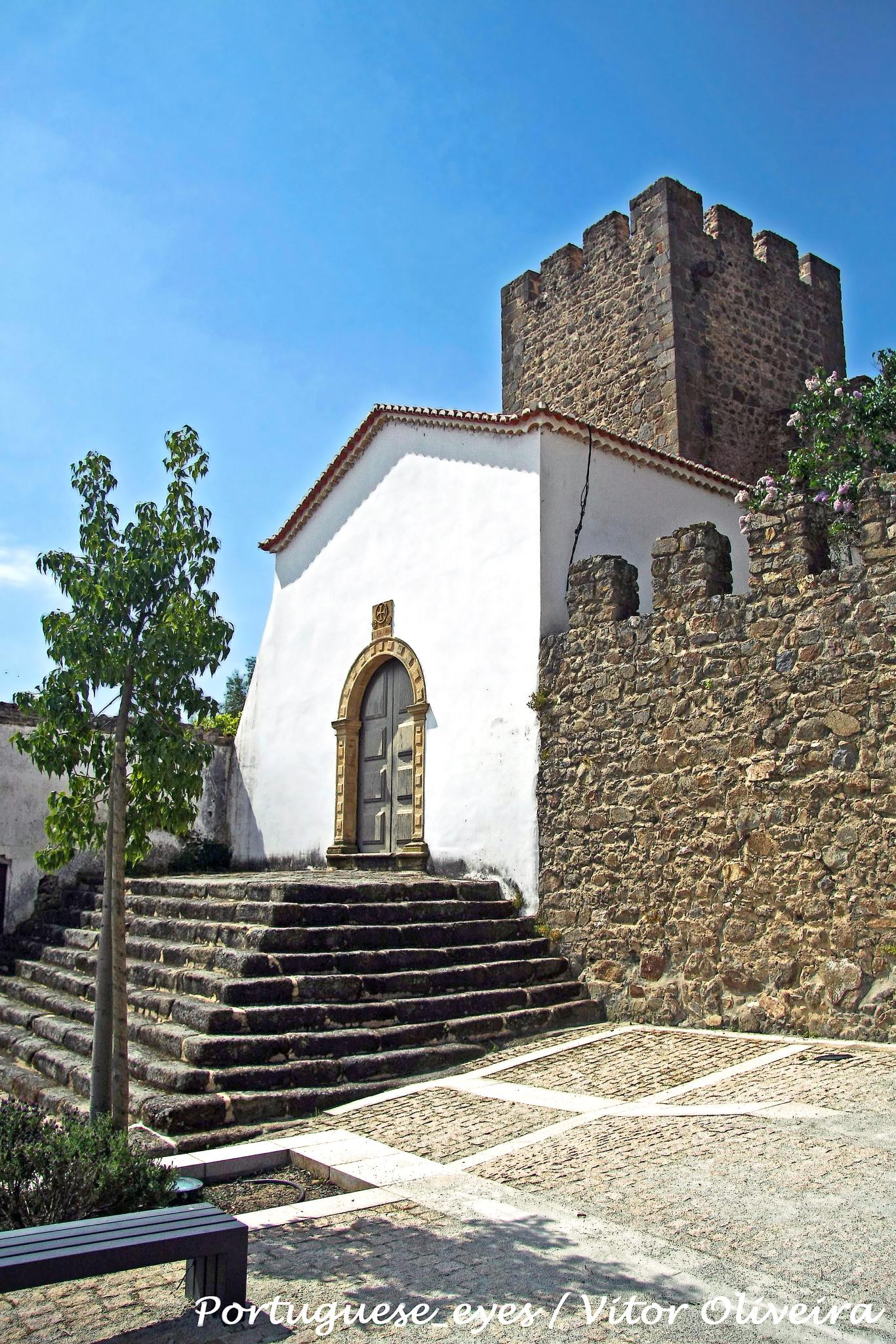
La chapelle.

Pendant la guerre de Restauration de l'Indépendance, des bâtiments résidentiels furent construits dans l'enceinte du château. Endommagés par le tremblement de terre de 1755, ces bâtiments étaient déjà en ruines en 1747, selon un récit contemporain du père Luís Cardoso. À cette époque, des tentatives de restauration partielle du donjon furent entreprises.
Au milieu du XIXe siècle, probablement en raison du décret interdisant les enterrements dans l'enceinte des églises au Portugal (1846), la place d'armes du château commença à être utilisée comme cimetière par la population de la ville.
Au XXe siècle, dans les années 1920, les installations du château passèrent sous la responsabilité du ministère de la Guerre, avec lequel le conseil paroissial signa un contrat de bail lui permettant d'utiliser le monument. Classé monument national par le décret n° 8 447, publié le 10 novembre 1922 , il fit l'objet dans les années 1940 de travaux de consolidation et de restauration par la Direction générale des bâtiments et monuments nationaux (DGEMN), et se conserve encore aujourd'hui en bon état.

## Description

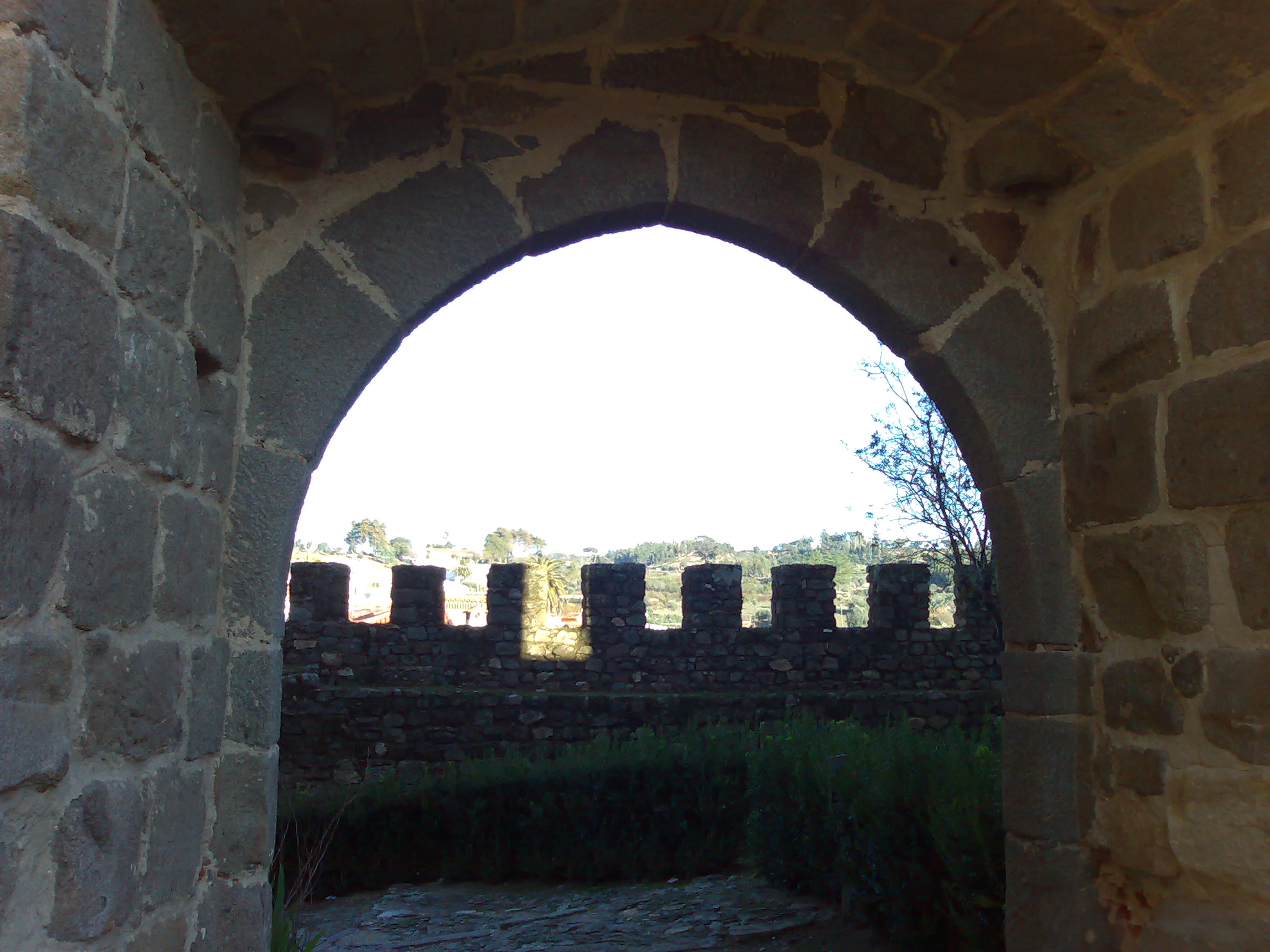
La porte à barbacane.

De petite taille, avec un plan rectangulaire, il est considéré comme un modèle de château portugais de style gothique.
Les murailles crénelées sont renforcées aux angles par quatre tours massives et le donjon quadrangulaire, plus grand, défendant la porte de la barbacane. Cette tour est percée de fenêtres, l'une jumelée, l'autre en arc brisé et en rondins. À l'intérieur, la place d'armes s'ouvre. À l'extérieur, le complexe est complété par des douves (aujourd'hui comblées) et une barbacane quadrangulaire massive aux murs crénelés.
Hors des murs, mais adossée à l'une des tours, se dresse la chapelle Saint-Jean-Baptiste, avec son portail en arc en plein cintre et ses voussoirs à coussins. À l'intérieur, elle présente une voûte à caissons ornée de grotesques et d'une image du saint patron, ainsi qu'un retable de la fin de la Renaissance.